# Selaginella cyclophylla
Selaginella cyclophylla är en mosslummerväxtart som beskrevs av Alan Reid Smith. Selaginella cyclophylla ingår i släktet mosslumrar, och familjen mosslummerväxter. Inga underarter finns listade i Catalogue of Life.